# Ring Cairns von Brenig

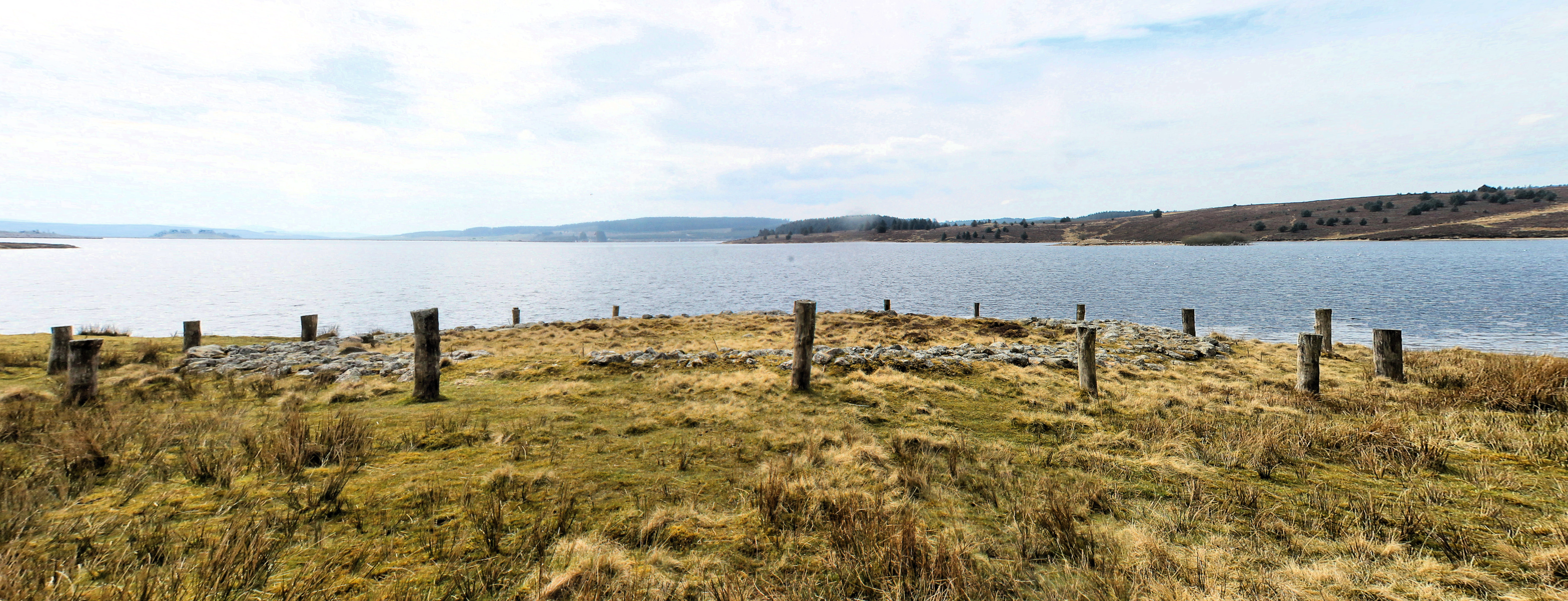
Ring Cairn am Llyn Brenig

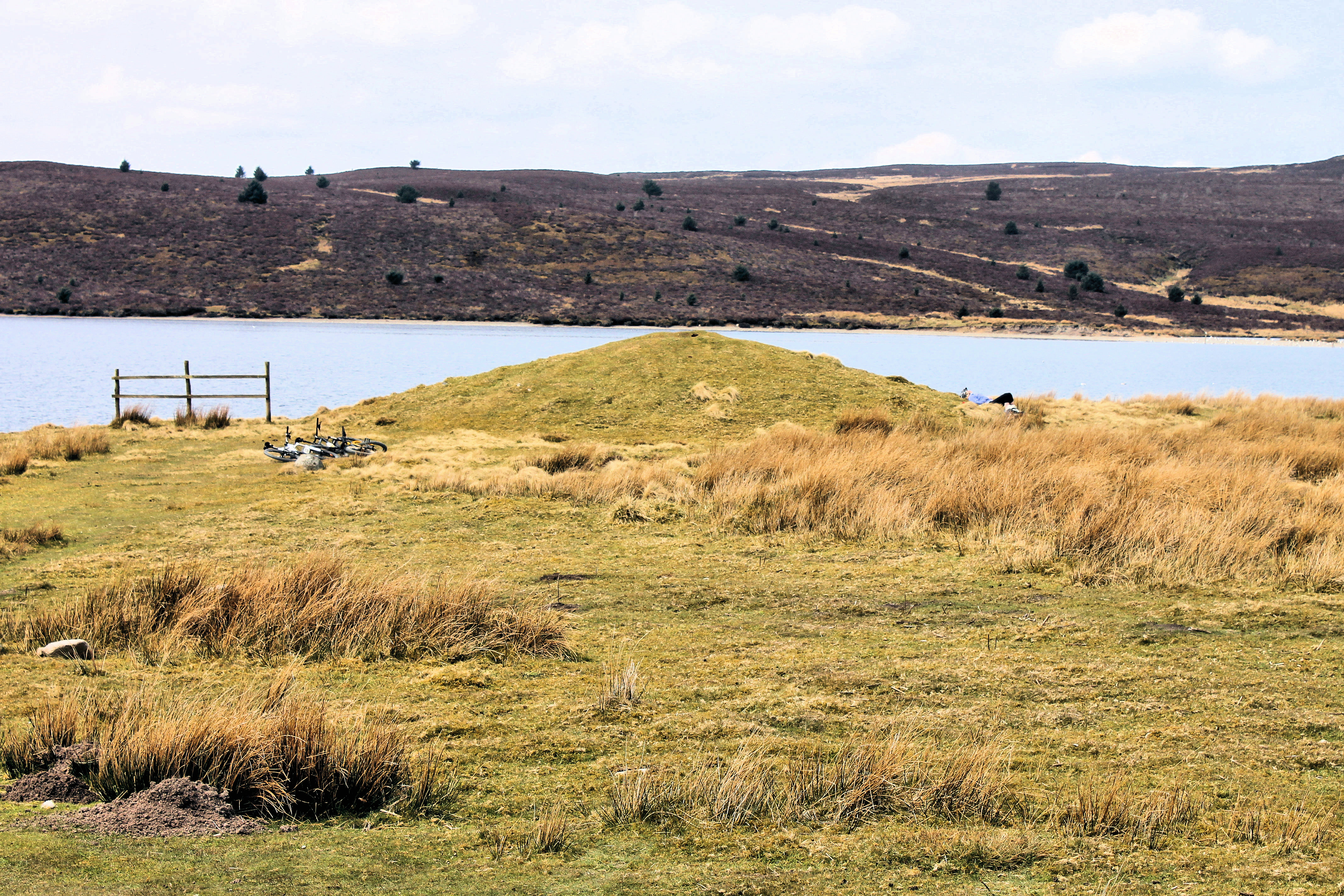
Boncyn yr Arian am Llyn Brenig

Die bronzezeitlichen Ring Cairns von Brenig liegen am etwa vier Kilometer langen „Brenig Archaeology Trail“, östlich des in den 1970er Jahren angelegten Wasserreservoirs Llyn Brenig in „Pentre-llyn-cymmer“ bei Cerrigydrudion in Denbighshire in Wales. Vor dessen Flutung wurden rund 50 Vorzeitdenkmäler untersucht, und einige verlegt. 

## Der Ring Cairn
Etwa 180 m südlich des Startplatzes des archäologischen Wanderweges, liegt rechts nah am Wasser der versetzte große bronzezeitliche Ring Cairn (Brenig 44) von 2000 bis 1500 v. Chr., bestehend aus einem Steinring umgeben von einem Timber Circle aus mehr als einem Dutzend kurzer dicker Pfosten. Ausgrabungen in den frühen 1970er Jahren zeigten, dass der Pfostenring außerhalb eines geschlossenen Steinkreises aus Felsbrocken liegt, der wie beim nördlicher gelegenen Boncyn Arian Ringcairn, einen zentralen Bereich umgibt. Ähnliche Timber circles liegen auch in Delamere und Church Lawton in Cheshire. Er war ursprünglich als Zeremonialplatz  angelegt, später wurde in der Ringmitte eine Feuerbestattung platziert und zwei weitere an der Seite des Ringes.

## Der Plattform Cairn
Der etwa 1,5 Kilometer entfernt nicht am See gelegene „Platform cairn“ (Brenig 51; datiert von 1950 bis 1650 v. Chr.) war ursprünglich ein Ring Cairn mit einem leeren Zentrum, dessen innerer Rand durch 26 kleine Steine markiert ist, mit einem etwas größeren in der Mitte. Der innere Kreis und die Umgebung wurden später mit innen kleinen, außen größeren Steinen angefüllt und bilden um den Steinkreis eine flache, runde etwa 7 Meter breite Ringplattform. Die Bestattung eines Erwachsenen und eines Kindes wurden im Süden darunter gefunden. Zuletzt wurde im Osten ein kleiner halbrunder Cairn am Rand errichtet, der eine Urne ohne Bestattung in einer kleinen Grube bedeckt.
Im See befindet sich auf einer Insel der Brenig Lake Barrow.